# Mara Corday
Mara Corday (* 3. Januar 1930 als Marilyn Joan Watts in Santa Monica, Kalifornien; † 9. Februar 2025 in Santa Clarita, Kalifornien) war eine US-amerikanische Schauspielerin und Model.

## Leben
Corday ging im Alter von 17 Jahren nach Hollywood. Sie arbeitete zunächst als Tänzerin am Earl Carroll Theatre auf dem Sunset Boulevard sowie als Fotomodell. 1951 hatte sie eine Statistenrolle als Showgirl in Two Tickets to Broadway. Anschließend bekam sie bei Universal International Pictures einen Filmvertrag und wurde hauptsächlich für B-Movies und Fernsehserien besetzt. Ihre erste Hauptrolle spielte Corday in dem berühmten Science-Fiction-Horrorfilm Tarantula als junge Biologiedoktorantin.
Danach folgten weitere größere Rollen, insbesondere in Horror- und Westernfilmen. Sie war unter anderem Filmpartnerin von Lex Barker im Western Duell mit dem Teufel oder Dale Robertson in Straßen des Terrors. 1957 drehte sie mit Angriff der Riesenkralle einen weiteren bekannten Science-Fiction-Film dieser Zeit. Daneben arbeitete sie während der 1950er Jahre weiterhin als Fotomodell und Pin-up-Girl und wurde im Oktober 1958 Playmate des Monats im Playboy Magazin.
Während der Dreharbeiten zu Playgirl (1954) hatte sie ihren späteren Mann, den Schauspieler Richard Long, kennengelernt. Beide heirateten 1957, und Anfang der 1960er Jahre zog sie sich von der Schauspielerei zurück, um sich der Erziehung ihrer drei Kinder zu widmen. Über diese Heirat war sie mit Marshall Thompson verschwägert. Erst nach dem Tod Longs 1974 kehrte sie gelegentlich ins Showgeschäft zurück. Dabei unterstützte sie ihr langjähriger Freund Clint Eastwood, mit dem sie am Filmset von Tarantula Freundschaft geschlossen hatte und der ihr danach mehrfach zu Auftritten in seinen Filmen verhalf. 1990 drehte sie ihren letzten Film Rookie – Der Anfänger.
Corday starb 2025 unter dem Namen Marilyn Long im Alter von 95 Jahren.

## Filmografie (Auswahl)
- 1951: Drei Frauen erobern New York (Two Tickets to Broadway)
- 1952: Der Löwe von Arizona (Toughest Man in Arizona)
- 1952: Der Sohn von Ali Baba (Son of Ali Baba)
- 1953: Tarzan bricht die Ketten (Tarzan and the She-Devil)
- 1953: Der tollkühne Jockey (Money from Home)
- 1954: In den Kerkern von Marokko (Yankee Pasha)
- 1954: Adlerschwinge (Drums Across the River)
- 1954: Duell in Socorro (Dawn at Socorro)
- 1954: Drei Matrosen in Paris (So This Is Paris)
- 1955: Tarantula
- 1955: Mit stahlharter Faust (Man Without a Star)
- 1955: Duell mit dem Teufel (The Man from Bitter Ridge)
- 1955: Goldenes Feuer (Foxfire)
- 1956: Die Meute lauert überall (Raw Edge)
- 1956: Stunden des Terrors (A Day of Fury)
- 1957: Angriff der Riesenkralle (The Giant Claw)
- 1957: The Black Scorpion
- 1958: Asphalt-Hyänen (Girls on the Loose)
- 1959: Peter Gunn (Fernsehserie, Folge 1x26)
- 1960: Josh (Wanted: Dead or Alive, Fernsehserie, Folge 2x29)
- 1960: Am Fuß der blauen Berge (Laramie, Fernsehserie, Folge 2x13)
- 1961: Surfside 6 (Fernsehserie, Folge 1x34)
- 1977: Der Mann, der niemals aufgibt (The Gauntlet)
- 1983: Dirty Harry kommt zurück (Sudden Impact)
- 1989: Pink Cadillac
- 1990: Rookie – Der Anfänger (The Rookie)